# Oro colloidale

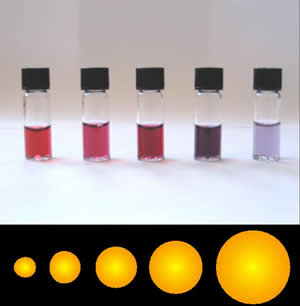
Sospensioni di oro colloidale. Al variare della dimensione delle nanoparticelle, cambia anche il colore della sospensione.

L'oro colloidale è una sospensione colloidale di particelle d'oro di dimensione sub-micrometrica in un fluido, in genere acqua. Il liquido assume un intenso colore rosso (per particelle di dimensione inferiore a 100 nm), o un colore giallo sporco (per particelle di dimensioni maggiori). Le nanoparticelle d'oro possono assumere varie forme; le più frequenti sono sfere, bastoncini, cubi, e calotte.
Nota sin dai tempi antichi, la sintesi dell'oro colloidale era originariamente usata per produrre anche e non solo vetri colorati. La conoscenza scientifica dell'oro colloidale inizia nel 1850 con il lavoro di Michael Faraday. Le nanoparticelle d'oro sono oggetto di intensa ricerca per le loro proprietà ottiche, elettroniche e di riconoscimento molecolare. Le possibili applicazioni spaziano in vari campi, come l'elettronica, la nanotecnologia e la sintesi di nuovi materiali con proprietà uniche.

## Storia
Un cosiddetto elisir di lunga vita, una pozione preparata con oro, fu discussa nei tempi antichi, ma non si sa se venne mai preparata, forse anche inizialmente assimilata all'urina utilizzata come trattamento medico. L'oro colloidale è stato usato sin dai tempi degli antichi romani per colorare il vetro con sfumature di giallo, rosso o malva, a seconda della concentrazione.
Nel XVI secolo l'alchimista Paracelso asserì di aver creato una pozione detta Aurum Potabile («oro potabile»). Nel XVII secolo il processo per colorare il vetro fu perfezionato da Andreas Cassius e Johann Kunckel; da allora si iniziò ad usare la denominazione «porpora di Cassio» per il pigmento rosso porpora contenente oro colloidale. Per molto tempo la composizione della porpora di Cassio rimase sconosciuta, e molti chimici sospettavano che fosse un composto oro-stagno, dato che nella preparazione si usa SnCl2 come riducente.
Nel 1842 John Herschel inventò un processo fotografico detto crisotipia (dalla parola greca per oro, krysos) che usava oro colloidale per registrare l'immagine su carta. È noto che il lavoro di Paracelso ispirò Michael Faraday a preparare nel 1857 il primo campione puro di oro colloidale, che egli chiamò «oro attivato». Faraday usò fosforo per ridurre una soluzione di cloruro di oro, e fu il primo a capire che il colore era dovuto alle piccolissime dimensioni delle particelle d'oro. Nel 1898 Richard Adolf Zsigmondy preparò il primo campione di oro colloidale in soluzione diluita.

## Sintesi
In genere le nanoparticelle d'oro sono prodotte in un liquido ("per via umida") per riduzione di acido cloroaurico (H[AuCl4]), anche se esistono metodi più progrediti e migliori. Dopo aver sciolto H[AuCl4], la soluzione è tenuta sotto veloce agitazione e si aggiunge un riducente. Questo provoca la riduzione degli ioni Au3+ ad atomi di oro neutro. Col crescere della concentrazione di questi atomi di oro neutro la soluzione diventa sovrasatura, e l'oro inizia gradualmente a precipitare formando particelle di dimensione sub-nanometrica. Gli atomi di oro che continuano a formarsi si attaccano alle particelle già esistenti; se la soluzione è agitata in modo sufficientemente vigoroso le particelle risulteranno di dimensioni abbastanza uniformi.
Per impedire l'aggregazione delle particelle si aggiunge in genere un qualche agente stabilizzante che aderisce alla superficie delle nanoparticelle. Le particelle possono inoltre essere funzionalizzate con vari leganti organici in modo da ottenere particelle ibride organiche-inorganiche con funzionalità avanzate.

### Metodo di Turkevichet al.
Introdotta da J. Turkevich et al. nel 1951, e perfezionata da G. Frens negli anni 1970, questa procedura è la più semplice disponibile. In genere si ottengono sospensioni in acqua di nanoparticelle d'oro sferiche di circa 10–20 nm di diametro, moderatamente monodisperse. Si possono ottenere particelle più grandi, ma forma e monodispersione peggiorano.
- Prendere 5,0×10−6 moli of HAuCl4 e scioglierle in 19 mL di acqua demineralizzata. Si ottiene una soluzione giallo chiaro.
- Scaldare fino all'ebollizione.
- Continuare a scaldare e aggiungere, sotto vigorosa agitazione, 1 mL di soluzione di citrato di sodio 0,5%. Mantenere sotto agitazione per 30 minuti.
- Il colore della soluzione cambierà gradualmente passando da giallo chiaro a incolore a grigio a porpora a porpora scuro, fino a stabilizzarsi sul rosso vino.
- Aggiungere acqua alla soluzione fino a riportare il volume a 20 mL, per compensare l'avvenuta evaporazione.

Il citrato di sodio inizialmente agisce da riducente. In seguito gli ioni citrato carichi negativamente sono adsorbiti sulle nanoparticelle d'oro, formando delle cariche superficiali che tengono separate le particelle impedendone l'aggregazione.
Recentemente si sono avute ulteriori informazioni sullo sviluppo delle nanoparticelle sferiche di oro durante la reazione di Turkevich. Si è osservato un intermedio transiente costituito da una estesa rete di nanofili di oro. Questi nanofili di oro sono responsabili della colorazione scura che assume la soluzione prima di diventare rosso rubino.
Per ottenere particelle più grandi si deve aggiungere meno citrato di sodio (scendendo anche allo 0,05%, ma non oltre non perché non ci sarebbe abbastanza citrato per ridurre l'oro). Riducendo la quantità di citrato di sodio si riduce la quantità di ioni citrato disponibili per stabilizzare le particelle, e quindi le particelle più piccole si aggregano in particelle più grandi (fino a che l'area totale di tutte le particelle è abbastanza piccola da essere ricoperta dagli ioni citrato presenti).

### Metodo di Brustet al.
Questo metodo è stato scoperto da Brust et al. negli anni 1990, e produce nanoparticelle di oro in solventi organici che non sono normalmente miscibili con l'acqua (ad esempio, il toluene).
- Sciogliere 9,0×10−4 moli di HAuCl4 (circa 0,3 g) in 30 mL di acqua.
- Sciogliere 4,0×10−3 moli di tetraottilammonio bromuro (TOAB) (circa 2,187 g) in 80 mL di toluene.
- Aggiungere la soluzione di HAuCl4 a quella di TOAB e agitare vigorosamente per circa 10 minuti. La fase acquosa dovrebbe diventare incolore, e la fase organica (toluene) dovrebbe diventare colore arancio.
- Sempre agitando vigorosamente, aggiungere (preferibilmente goccia a goccia, ma non è importante) boroidruro di sodio (NaBH4); il colore dovrebbe cambiare dall'arancio al bianco al porpora al rossiccio, benché quest'ultimo colore sarà difficile da distinguere, dato che la soluzione sarà piuttosto concentrata e apparirà molto scura.
- Continuare ad agitare la soluzione per 24 ore per garantire che le particelle siano monodisperse (soprattutto se NaBH4 non è stato aggiunto goccia a goccia; altrimenti una o due ore sono sufficienti).
- Separare la fase organica, lavarla dapprima una volta con acido solforico (H2SO4) diluito per neutralizzarla, e poi varie volte con acqua distillata.

Le dimensioni delle particelle saranno circa 5–6 nm. NaBH4 serve da riducente, e il TOAB funge sia da catalizzatore per trasferimento di fase e sia da stabilizzante. Va notato che il TOAB non si lega in modo particolarmente robusto alle nanoparticelle d'oro, che tenderanno gradualmente ad aggregarsi nel corso di un paio di settimane. Questo può essere evitato aggiungendo uno stabilizzante che si lega più fortemente, come un tiolo (in particolare tioli alchilici), che si legano all'oro in modo covalente e formano soluzioni stabili per tempi molto lunghi. Le nanoparticelle di oro stabilizzate con tioli alchilici possono essere precipitate e ridisciolte. Parte del catalizzatore per trasferimento di fase può restare attaccato alle nanoparticelle purificate, modificandone alcune proprietà fisiche come la solubilità. Per ottenere nanoparticelle ulteriormente purificate è necessario un estrattore Soxhlet.

### Sonicazione
Un altro metodo per preparare particelle di oro è tramite la sonicazione. Ad esempio, quando una soluzione contenente HAuCl4 e glucosio è trattata con ultrasuoni, nella regione di interfaccia tra il corpo della soluzione e le microcavità prodotte dagli ultrasuoni si formano specie riducenti come il radicale idrossido e altri radicali prodotti dalla pirolisi dello zucchero, che reagiscono formando nanostrutture a nastro con larghezza di 30-50 nm e lunghezza di vari micrometri. Questi nastri sono molto flessibili e si possono piegare con angoli di più di 90°. Utilizzando ciclodestrina (un oligomero del glucosio) anziché glucosio si formano particelle di oro di forma sferica, suggerendo che l'uso di glucosio è essenziale per ottenere una forma a nastro.

## Ricerche recenti
Nel 2005 è stato dimostrato che batteri ricoperti di nanoparticelle di oro possono essere usati per collegamenti elettrici. Bacillus cereus fu depositato su un wafer di silicio / biossido di silicio stampato con elettrodi di oro. Il congegno fu ricoperto di poli-L-lisina. La superficie del batterio ha una carica negativa. Le nanoparticelle d'oro ricoperte di poli-L-lisina, dopo lavaggio con acido nitrico, diventano cariche positivamente e quindi vanno ad attaccarsi esclusivamente sui batteri. I batteri sopravvivono a questo trattamento. Quando nel campione cresce l'umidità, i batteri assorbono acqua e si può seguire il rigonfiamento della loro membrana misurando la corrente elettrica che passa attraverso i batteri.
La riduzione dell'acido cloroaurico (HAuCl4) con boroidruro di sodio (NaBH4) in presenza di uno degli enantiomeri della penicillamina produce particelle colloidali di oro otticamente attive. La penicillamina si attacca alla superficie di oro con il gruppo tiolo. In questo studio le particelle sono separate tramite elettroforesi in tre frazioni, Au6, Au50 e Au150 come evidenziato da misure di scattering di raggi X a basso angolo (SAXS). Gli isomeri D e L danno spettri speculari in misure di dicroismo circolare.

## Applicazioni in medicina
L'oro colloidale è stato usato con successo nella terapia dell'artrite reumatoide. In uno studio correlato, condotto su cani, si è trovato che l'impianto di granuli d'oro vicino all'articolazione artritica dell'anca riduce il dolore.
In un esperimento in vitro si è visto che la combinazione di irradiazione a microonde e oro colloidale può distruggere le fibre e placche beta-amiloidi che sono associate alla malattia di Alzheimer. Molte altre simili applicazioni con radiazioni luminose sono attualmente in fase di studio.
Nanoparticelle d'oro sono allo studio anche come trasportatori di farmaci come il taxolo. La somministrazione di farmaci idrofobici richiede incapsulazione, e si è trovato che particelle di dimensioni nanometriche sono particolarmente efficienti nello sfuggire al sistema reticoloendoteliale.
Nella ricerca sul cancro l'oro colloidale si può usare per arrivare selettivamente ai tumori e permetterne la rilevazione in vivo tramite spettroscopia SERS (Surface Enhanced Raman Spectroscopy).  Queste nanoparticelle sono attorniate da molecole, che in queste condizioni producono un effetto Raman 200 volte più intenso dei punti quantici. Si è trovato che queste molecole sono stabilizzate quando le nanoparticelle sono incapsulate da un rivestimento di glicole polietilenico modificato con tioli, in modo da garantire la compatibilità e la circolazione in vivo. Per poter raggiungere selettivamente le cellule tumorali le particelle di oro sono inoltre coniugate con un anticorpo (o un frammento di anticorpo come scFv) ad esempio contro il Recettore del fattore di crescita dell'epidermide, che è a volte sovraespresso in alcuni tipi di cellule tumorali. Con la tecnica SERS queste nanoparticelle di oro funzionalizzate possono quindi evidenziare la posizione del tumore.
Nanobarre di oro sono studiate come agenti fototermici per applicazioni in vivo. Le nanobarre d'oro sono nanoparticelle a forma di barra, nelle quali il rapporto larghezza-lunghezza fa spostare la risonanza dei plasmoni di superficie dal visibile al vicino infrarosso. L'energia totale assorbita dai plasmoni di superficie quando sono illuminati dipende da quanta luce è assorbita e quanta viene diffusa. Nelle nanobarre con diametro assiale minore  (~10 nm) predomina l'assorbimento, mentre in quelle con maggior diametro assiale (>35 nm) può predominare la diffusione. Di conseguenza, per applicazioni in vivo si usano nanobarre d'oro di piccolo diametro come agenti fototermici per convertire in calore la radiazione del vicino infrarosso che possono assorbire con alta efficienza.  Dato che la radiazione nel vicino infrarosso è facilmente trasmessa attraverso la pelle umana e i tessuti biologici, queste nanobarre possono essere usate per l'ablazione di tessuti cancerosi e altri bersagli. Quando sono ricoperte da glicole polietilenico, nanobarre d'oro possono circolare nell'organismo con emivita maggiore di 15 ore.